# Oenanthe melanoleuca
Oenanthe melanoleuca és una espècie d'ocell de la família dels muscicàpids (Muscicapidae) pròpia de l'Àfrica subsahariana. Es reprodueix a l'est de la Mediterrània, al sud-est d'Europa fins a la mar Càspia i l'Iran, mentre a l'hivern migra al Sudan.

## Taxonomia
Segons la llista mundial d'ocells del Congrés Ornitològic Internacional (versió 12.1, gener 2022) aquest tàxon té la categoria d'espècie. Tanmateix, altres obres taxonòmiques, com el Handook of the Birds of the World i la quarta versió de la BirdLife International Checklist of the birds of the world (Desembre 2019), el consideren una subespècie del còlit ros (Oenanthe hispanica melanoleuca).